# NXT TakeOver: Rival
NXT TakeOver: Rival było galą wrestlingu z cyklu gal NXT TakeOver, wyprodukowaną przez federację WWE. Odbyła się 11 lutego 2015 w Full Sail University w Winter Park na Florydzie. Była emitowana na żywo za pośrednictwem WWE Network.
Na gali odbyło się siedem walk, z czego jedna nie została wyemitowana (dark match). W walce wieczoru, mistrz NXT, Sami Zayn, bronił tytułu przeciwko Kevinowi Owensowi.

## Produkcja

### Przygotowania
Cykl gal NXT TakeOver rozpoczął się 29 maja 2014, kiedy to brand WWE NXT otrzymał swoją drugą ekskluzywną galę na WWE Network pod nazwą NXT TakeOver. W kolejnych miesiącach człon „TakeOver” stał się główną częścią nazwy kolejnych specjalnych gal NXT, które miały dodatkowe podtytuły, jak przykładowo NXT TakeOver: Fatal 4-Way czy NXT TakeOver: R Evolution. NXT TakeOver: Rival było czwartą galą z chronologii i pierwszą w 2015 roku.
NXT TakeOver: Rival oferowało walki profesjonalnego wrestlingu z udziałem różnych wrestlerów z istniejących oskryptowanych rywalizacji i storyline’ów, które były kreowane na tygodniówce NXT. Wrestlerzy byli przedstawiani jako heele (negatywni, źli zawodnicy i najczęściej wrogowie publiki) i face'owie (pozytywni, dobrzy i najczęściej ulubieńcy publiki), którzy rywalizują pomiędzy sobą w seriach walk mających w budować napięcie. Punktem kulminacyjnym rywalizacji są walki na galach PPV lub serie pojedynków.

### Rywalizacje

#### Adrian Neville vs. Finn Bálor
Na kilka tygodni przed NXT TakeOver: Rival rozpoczął się turniej o miano pretendenckie do NXT Championship, którego finał miał odbyć się na następnym TakeOver. Wzięło w nim udział ośmiu zawodników: Finn Bálor, Curtis Axel, Hideo Itami, Tyler Breeze, Tyson Kidd, Adrian Neville, Baron Corbin oraz Bull Dempsey. Ostatecznie, do finału zakwalifikowali się Bálor i Neville.

#### Baron Corbin vs. Bull Dempsey
Rywalizacja Barona Corbina z Bullem Dempseyem rozpoczęła się w styczniu 2015 roku. Corbin pokonał Dempseya 14 stycznia w zwykłej walce, jak również w pierwszej rundzie turnieju o miano pretendenckie do NXT Championship. Dempsey zainterweniował w półfinałową walkę Corbina, powodując jego przegraną. Menedżer Generalny NXT, William Regal, ogłosił, że No Disqualification match pomiędzy rywalami odbędzie się na NXT TakeOver: Rival.

#### Charlotte vs. Bayley vs. Sasha Banks vs. Becky Lynch
W maju 2014, na NXT TakeOver, Charlotte zdobyła NXT Women’s Championship. Obroniła tytuł w walkach przeciwko Bayley i byłej tag-team partnerce – Sashy Banks. W jeden z pojedynków między Charlotte a Banks zainterweniowała Becky Lynch. Banks i Lynch połączyły siły i zaatakowały Bayley, powodując jej kontuzję. Bayley powróciła 21 stycznia 2015 i wdała się w bójkę z Banks, Lynch oraz Charlotte. Generalny Menedżer NXT, William Regal, ogłosił, że zawodniczki zmierzą się ze sobą na NXT TakeOver: Rival w Fatal 4-Way matchu o NXT Women’s Championship.

#### Blake i Murphy vs. The Lucha Dragons
21 stycznia, Blake i Murphy pokonali The Vaudevillains w walce o miano pretendenckie do NXT Tag Team Championship, będącego w posiadaniu The Lucha Dragons. Tydzień później, Blake i Murphy pokonali mistrzów tag-team NXT, stając się posiadaczami tytułów po raz pierwszy. Niedługo później ogłoszono, że starcie rewanżowe pomiędzy dwoma drużynami odbędzie się na najbliższym TakeOver.

#### Hideo Itami vs. Tyler Breeze
Hideo Itami pokonał Tylera Breeze'a w pierwszej rundzie turnieju o miano pretendenckie do NXT Championship. Wkrótce zapowiedziano ich walkę rewanżową na NXT TakeOver: Rival.

#### Sami Zayn vs. Kevin Owens
Na NXT TakeOver: R Evolution, Sami Zayn zdobył NXT Championship w starciu z Adrianem Neville’em. Po walce, przyjaciel Zayna i debiutant w WWE, Kevin Owens, najpierw pogratulował mu wygranej, a chwilę później brutalnie zaatakował. Zayn pojawił się na NXT dopiero po kilku tygodniach i ponownie został zaatakowany przez Owensa. William Regal zabookował walkę o mistrzostwo między Zaynem a Owensem na NXT TakeOver: Rival.

## Gala

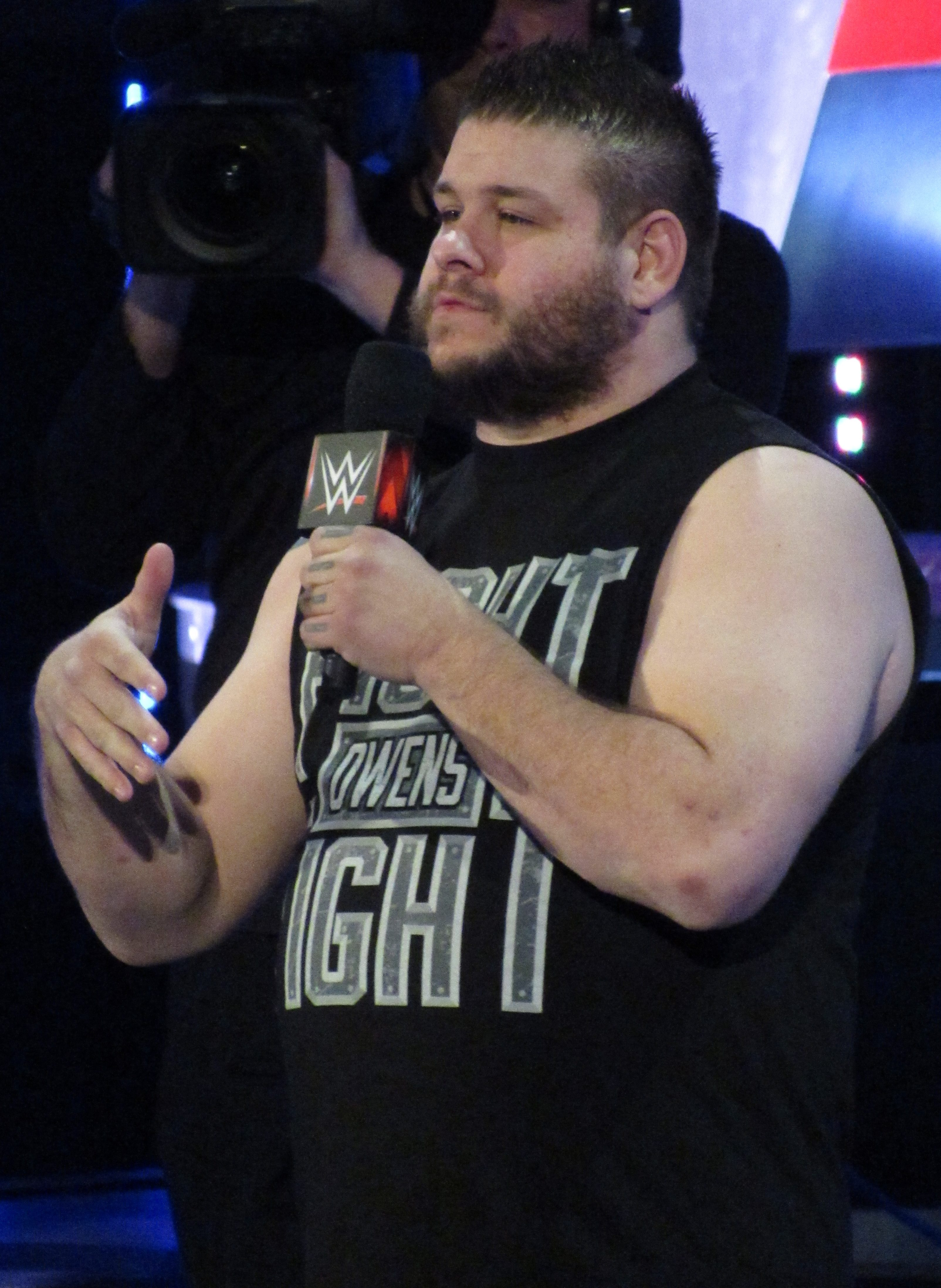
Zwycięzca walki wieczoru NXT TakeOver: Rival – Kevin Owens.

### Komentatorzy
Komentatorami NXT TakeOver: Rival byli Rich Brennan, Corey Graves i Jason Albert. W panelu pre-show zasiedli Renee Young, Byron Saxton, Albert i Graves.

### Główne show
Przed rozpoczęciem transmisji na żywo odbyło się starcie drużynowe między Enzo Amorem i Colinem Cassadym a The Vaudevillains (Aidenem Englishem i Simonem Gotchem). Z walki zwycięsko wyszli Enzo i Cass.
Główną część gali otworzył pojedynek Hideo Itamiego i Tylera Breeze'a. Po ośmiu minutach walki, Itami wykonał serię kopnięć na przeciwniku i wykończył go running dropkickiem.
Następną walką był No Disqualification match między Baronem Corbinem a Bullem Dempseyem. Dempsey próbował uderzyć rywala stalowym krzesełkiem, lecz ten zdołał uniknąć ciosu i wymierzyć Dempseyowi End of Days.
Mistrzowie tag team NXT Blake i Murphy zmierzyli się z byłymi posiadaczami pasów The Lucha Dragons (Kalisto i Sin Cara). Pod koniec pojedynku, Murphy wyrzucił Kalisto z ringu, po czym wykonał Brainbuster na Sin Carze. Następnie, Blake wykonał Frog Splash na Sin Carze i przypiął go, wygrywając walkę.
Finn Bálor i Adrian Neville zawalczyli ze sobą w finale turnieju o miano pretendenckie do NXT Championship. Bálor zdołał skontrować Red Arrow Neville’a, wykonać własne Coup de Grace i przypiąć przeciwnika.
Następną walką był Fatal 4-Way match o NXT Women’s Championship. Po ponad dwunastu minutach nieprzerwanej akcji w ringu, Sasha Banks zdołała przypiąć Charlotte i zdobyć NXT Women’s Championship.

### Walka wieczoru
W walce wieczoru NXT TakeOver: Rival, mistrz NXT Sami Zayn zmierzył się z Kevinem Owensem. Owens pięciokrotnie wykonał na Zaynie Powerbomb w krawędź ringu. Zayn nie był w stanie kontynuować walki, toteż sędzia pojedynku przerwał starcie i ogłosił Owensa nowym posiadaczem głównego mistrzostwa NXT.

## Odbiór gali
NXT TakeOver: Rival otrzymało bardzo dobre noty i opinie krytyków i fanów.
Wrestling Observer Dave’a Meltzera najlepiej oceniło walkę Finna Bálora z Adrianem Neville’em – pojedynkowi przyznano 4,25 gwiazdki na 5. Drugą najwyżej ocenioną walką był Fatal 4-Way z udziałem kobiet (4 gwiazdki), zaś najgorzej – starcie drużynowe o pasy tag team (1,5 gwiazdki).
James Caldwell z Pro Wrestling Torch pochwalił galę; według niego, na szczególną pochwałę zasługiwała walka wieczoru.
History of Wrestling przyznało gali 100 punktów na 100 możliwych.

## Wydarzenia po gali
Kevin Owens i Sami Zayn zawalczyli ze sobą w starciu rewanżowym na NXT TakeOver: Unstoppable. Pojedynek zakończył się no contestem; Owens atakował kontuzjowanego Zayna do czasu pojawienia się debiutującego Samoa Joego.
Finn Bálor nie zdołał pokonać Kevina Owensa w walce o NXT Championship, lecz ponownie otrzymał szansę zdobycia miana pretendenckiego na NXT TakeOver: Unstoppable.
Sasha Banks obroniła NXT Women’s Championship w starciu z Becky Lynch na następnym NXT TakeOver.
Blake i Murphy rozpoczęli rywalizację z Enzo Amorem i Colinem Cassadym.

## Wyniki walk

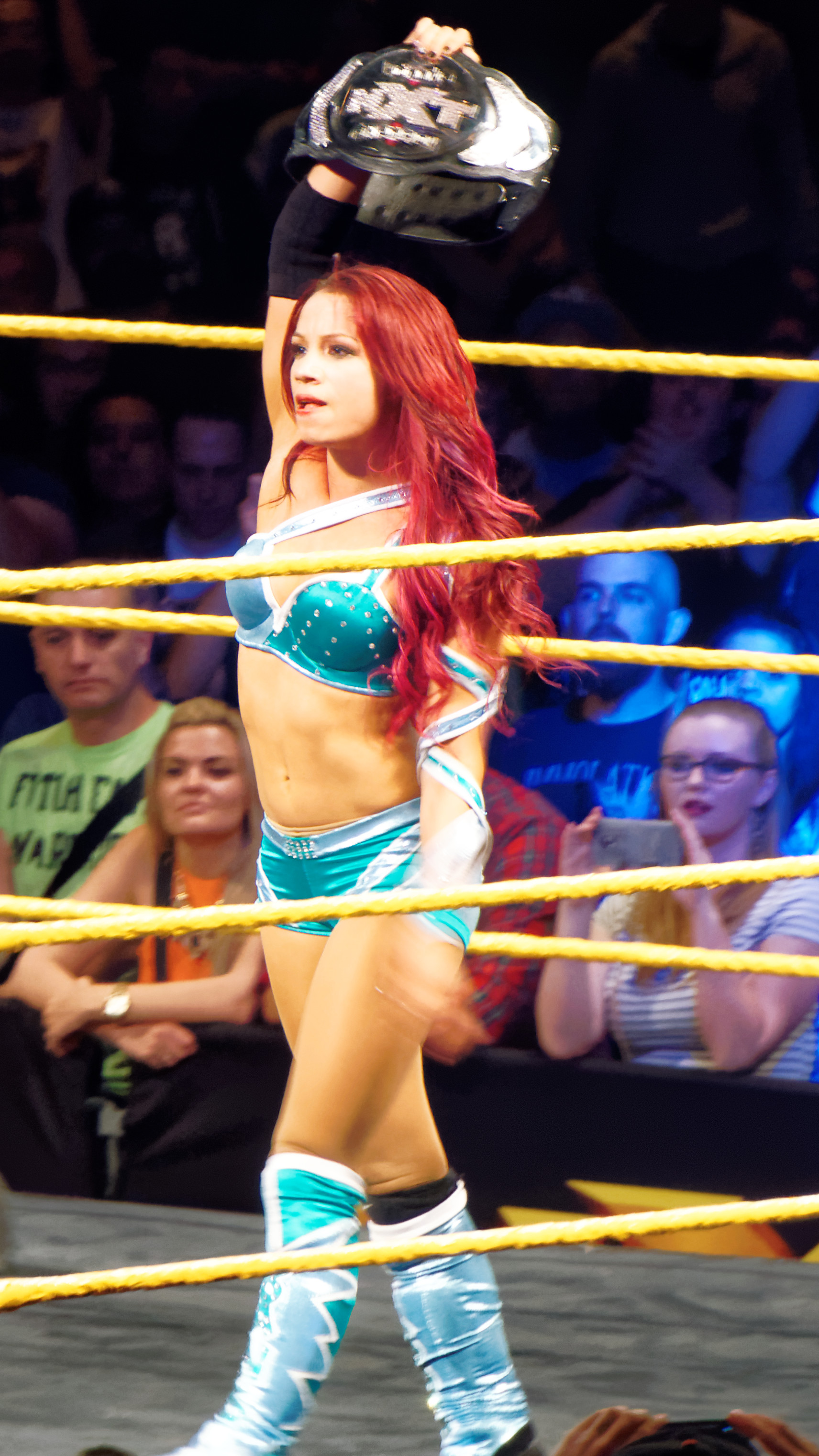
Sasha Banks zdobyła NXT Women’s Championship w Fatal 4-Way matchu.

| Nr                                                                                    | Wyniki                                                                                  | Stypulacje                                              | Czas  |
| ------------------------------------------------------------------------------------- | --------------------------------------------------------------------------------------- | ------------------------------------------------------- | ----- |
| 1D                                                                                    | Enzo Amore i Colin Cassady pokonali The Vaudevillains (Aidena Englisha i Simona Gotcha) | Tag team match                                          | N/A   |
| 2                                                                                     | Hideo Itami pokonał Tylera Breeze'a                                                     | Singles match                                           | 8:13  |
| 3                                                                                     | Baron Corbin pokonał Bulla Dempseya                                                     | No-disqualification match                               | 4:15  |
| 4                                                                                     | Blake i Murphy (c) pokonali The Lucha Dragons (Kalisto i Sin Carę)                      | Tag team match o NXT Tag Team Championship              | 8:10  |
| 5                                                                                     | Finn Bálor pokonał Adriana Neville’a                                                    | Singles match o miano pretendenckie do NXT Championship | 13:45 |
| 6                                                                                     | Sasha Banks pokonała Charlotte (c), Bayley i Becky Lynch                                | Fatal 4-Way match o NXT Women’s Championship            | 12:28 |
| 7                                                                                     | Kevin Owens pokonał Samiego Zayna (c) – werdykt sędziego                                | Singles match o NXT Championship                        | 23:27 |
| (c) – mistrz/mistrzyni przed walkąD – walka była dark matchem (nietransmitowana w TV) |                                                                                         |                                                         |       |

### Turniej pretendentów do NXT Championship

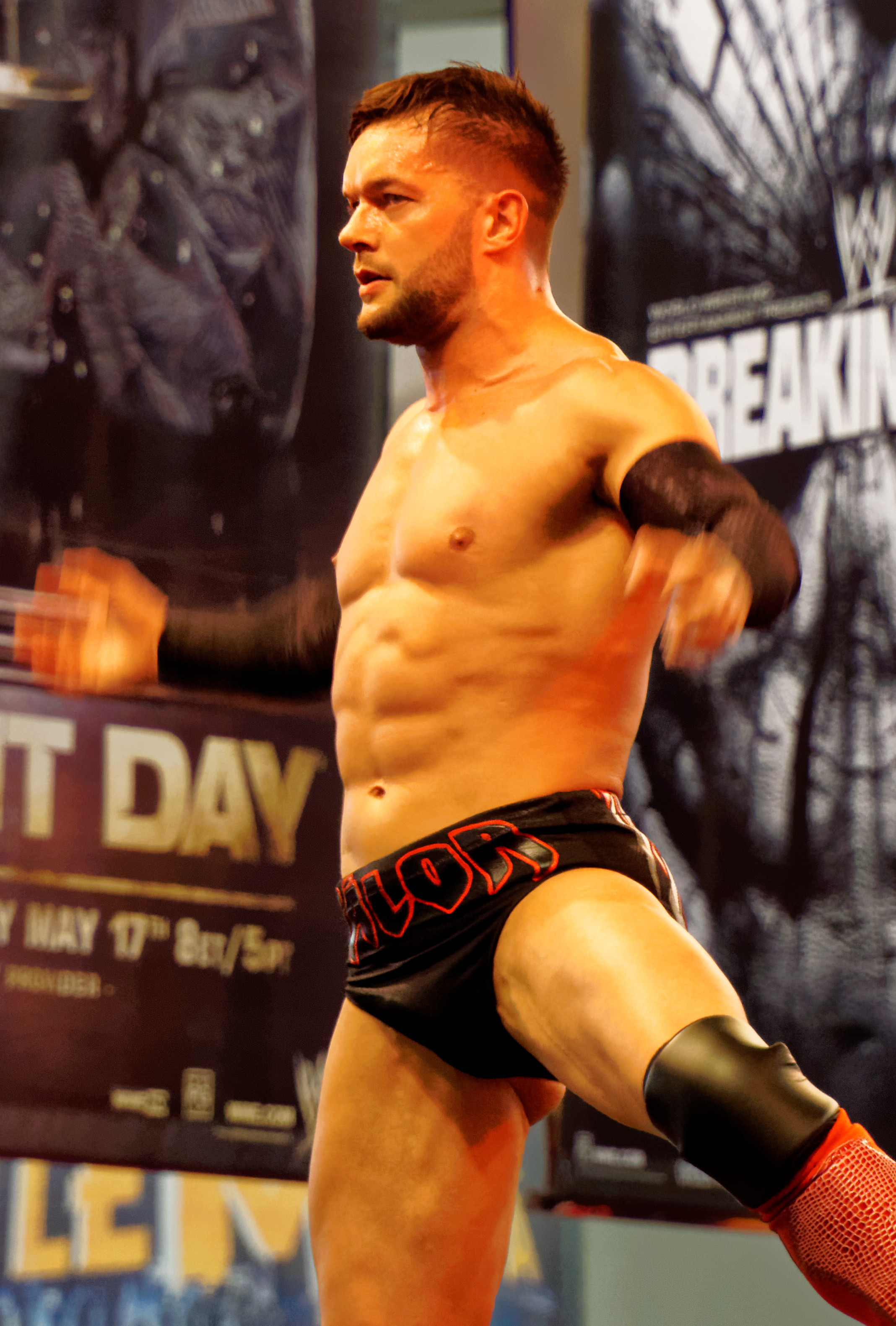
Finn Bálor – zwycięzca turnieju.

|  | Pierwsza runda | Pierwsza runda |                |       | Ćwierćfinały | Ćwierćfinały |  |  | Półfinały | Półfinały |
|  |                |                |                |       |              |              |  |  |           |           |
|  |                |                |                |       |              |              |  |  |           |           |
|  |                |                |                |       |              |              |  |  |           |           |
|  | Finn Bálor     | Pin            |                |       |              |              |  |  |           |           |
|  | Finn Bálor     | Pin            |                |       |              |              |  |  |           |           |
|  | Curtis Axel    | 4:55           |                |       |              |              |  |  |           |           |
|  | Curtis Axel    | 4:55           | Finn Bálor     | Pin   |              |              |  |  |           |           |
|  |                |                | Finn Bálor     | Pin   |              |              |  |  |           |           |
|  |                | Hideo Itami    | 12:03          |       |              |              |  |  |           |           |
|  | Hideo Itami    | Hideo Itami    | 12:03          | Pin   |              |              |  |  |           |           |
|  | Hideo Itami    |                |                | Pin   |              |              |  |  |           |           |
|  | Tyler Breeze   | 12:55          |                |       |              |              |  |  |           |           |
|  | Tyler Breeze   | 12:55          | Finn Bálor     | Pin   |              |              |  |  |           |           |
|  |                |                | Finn Bálor     | Pin   |              |              |  |  |           |           |
|  |                | Adrian Neville | 13:25          |       |              |              |  |  |           |           |
|  | Tyson Kidd     | Adrian Neville | 13:25          | 12:45 |              |              |  |  |           |           |
|  | Tyson Kidd     |                |                | 12:45 |              |              |  |  |           |           |
|  | Adrian Neville | Pin            |                |       |              |              |  |  |           |           |
|  | Adrian Neville | Pin            | Adrian Neville | Pin   |              |              |  |  |           |           |
|  |                |                | Adrian Neville | Pin   |              |              |  |  |           |           |
|  |                | Baron Corbin   | 5:28           |       |              |              |  |  |           |           |
|  | Baron Corbin   | Baron Corbin   | 5:28           | Pin   |              |              |  |  |           |           |
|  | Baron Corbin   |                |                | Pin   |              |              |  |  |           |           |
|  | Bull Dempsey   | 1:32           |                |       |              |              |  |  |           |           |
|  | Bull Dempsey   | 1:32           |                |       |              |              |  |  |           |           |